# Soyuz TMA
Soyuz TMA (tiếng Nga: Союз ТМА, viết tắt từ Транспортный Модифицированный Антропометрический, có nghĩa là "vận tải sửa đổi nhân trắc học"; ký hiệu của nhà sản xuất: Soyuz 7K-STMA) là một phiên bản của tàu Soyuz được sử dụng để thay thế cho phiên bản Soyuz TM trong việc chuyên chở người cho trạm không gian quốc tế. Cũng như tất cả các phiên bản Soyuz khác, TMA được thiết kế và sản xuất bởi RKK Energia. Đây chính là phiên bản duy nhất đang được sử dụng hiện nay của tàu Soyuz. Chuyến bay đầu tiên của phiên bản này diễn ra vào tháng 11 năm 2002 với việc phóng thành công tàu Soyuz TMA-1 mang theo phi hành đoàn số 7. TMA được phóng lên quỹ đạo tại bãi phóng Baikonur thuộc Kazakhstan bởi một tên lửa đẩy Soyuz.

## Chức năng
Soyuz TMA được sử dụng để chuyên chở các phi hành gia cho trạm không gian quốc tế. Mỗi chiếc được kết nối với trạm trong khoảng 6 tháng trước khi trở về Trái Đất mang theo phi hành đoàn hoàn thành nhiệm vụ trên trạm và được thay thế bởi một tàu Soyuz TMA tiếp theo chở phi hành đoàn mới của trạm lên. Mỗi sứ mệnh Soyuz TMA được đánh số theo thứ tự mà tàu Soyuz TMA được phóng lên. Sứ mệnh đầu tiên là Soyuz TMA-1 phóng lên vào năm 2002. Sứ mệnh hiện tại là Soyuz TMA-12, được phóng lên ngày 8 tháng 4 năm 2008 mang theo phi hành đoàn số 17 lên trạm không gian quốc tế.Tàu Soyuz TMA-12 hiện đang ở trên trạm để đóng vai trò như một phương tiện thoát hiểm cho các phi hành gia.
TMA là phương tiện chủ yếu thực hiện việc chuyên chở các phi hành đoàn của trạm không gian quốc tế. Đặc biệt là kể từ sau thảm họa tàu Columbia, nó cùng tàu vận tải không người lái Tiến bộ là những phương tiện duy nhất thực hiện việc chuyên chở giúp duy trì hoạt động cho trạm. Hiện tại đây là phương tiện chính thức thực hiện việc đưa các phi hành đoàn mới của trạm lên và chở các phi hành đoàn hoàn thành kỳ hạn trên trạm trở về Trái Đất. Các tàu con thoi có nhiệm vụ hoàn thành việc lắp ráp trạm không gian quốc tế cũng như mang các dụng cụ nghiên cứu khoa học và hàng hóa tiếp tế cho trạm, và trong một số sứ mệnh nó cũng mang theo một thành viên mới của phi hành đoàn trạm không gian quốc tế để thay thế cho một thành viên khác của phi hành đoàn đang ở trên trạm. Các thành viên phi hành đoàn của tàu con thoi được phóng lên trên tàu và có nhiệm vụ thực hiện các nhiệm vụ của sứ mệnh. Họ sẽ trở về Trái Đất cùng với tàu con thoi sau khi hoàn thành sứ mệnh. Tàu Soyuz TMA cũng đóng vai trò giống như một xuồng cứu sinh cho trạm. Luôn luôn có ít nhất một TMA đậu trên trạm để đảm bảo các phi hành gia của trạm có thể kịp rời trạm trở về Trái Đất trong trường hợp xảy ra sự cố khiến họ không thể ở lại trên trạm. Qua đó Soyuz đã đóng vai trò rất quan trọng trong việc duy trì sự hoạt động của trạm không gian quốc tế. Soyuz TMA cũng đã được dùng để đưa các vị khách du lịch vũ trụ lên trạm không gian quốc tế.

## Các cải tiến
TMA có những cải tiến mới cả về mặt kỹ thuật và nhân trắc học để đáp ứng tiêu chuẩn của NASA về phương tiện chuyên chở cho trạm không gian quốc tế. Sự thay đổi này được thể hiện lên ở tên gọi TMA của nó, trong đó TM là tên của phiên bản trước, còn A là viết tắt của chữ nhân trắc học.
Về kỹ thuật, thiết kế mới của TMA giúp tăng tính an toàn, đặc biệt trong quá trình phóng lên và hạ cánh. Hai động cơ phản lực mới giúp giảm vận tốc tiếp đất và lực mà các phi hành gia phải chịu khi tiếp đất xuống 15 tới 30%. Hệ thống máy tính nhỏ nhưng hiệu quả hơn, cùng với hệ thống hiển thị được cải tiến. Ngoài ra còn nhiều cải tiến và đổi mới khác. Những cải tiến mới giúp giảm trọng lực tác dụng lên phi hành gia khi hạ cánh từ 12g với Soyuz TM xuống còn 5g với TMA.
Về mặt nhân trắc học, Soyuz TMA tăng kích thước tối đa và giảm kích thước tối thiểu của phi hành gia có thể ở trên tàu, do đó cho phép mở rộng phạm vi các phi hành gia đủ tiêu chuẩn đi trên tàu. Soyuz TMA cũng được sửa đổi lại để tăng tối đa thể tích sinh hoạt, giúp cho các phi hành gia thoải mái hơn mà không làm tăng kích thước của tàu.

## Các sự cố
Ngay trong sứ mệnh đầu tiên Soyuz TMA-1, phiên bản này đã gặp trục trặc khi hạ cánh, khiến nó phải hạ cánh theo chế độ đan đạo (ballistic mode) với độ dốc lớn hơn so với chế độ bình thường (tốc độ và trọng lực lớn hơn). Điều này khiến tàu tiếp đất ở vị trí cách xa so với vị trí dự tính. Sự cố này lặp lại trong các sứ mệnh Soyuz TMA-10 và Soyuz TMA-11. Tuy nhiên các phi hành gia trong các sứ mệnh này đều không hề hấn gì.

## Các sứ mệnh

### Các sứ mệnh quá khứ
- Soyuz TMA-1
- Soyuz TMA-2
- Soyuz TMA-3
- Soyuz TMA-4
- Soyuz TMA-5
- Soyuz TMA-6
- Soyuz TMA-7
- Soyuz TMA-8
- Soyuz TMA-9
- Soyuz TMA-10
- Soyuz TMA-11

### Sứ mệnh hiện tại
- Soyuz TMA-12

### Các sứ mệnh dự kiến
- Soyuz TMA-13
- Soyuz TMA-14
- Soyuz TMA-15